# Ниими (княжество)

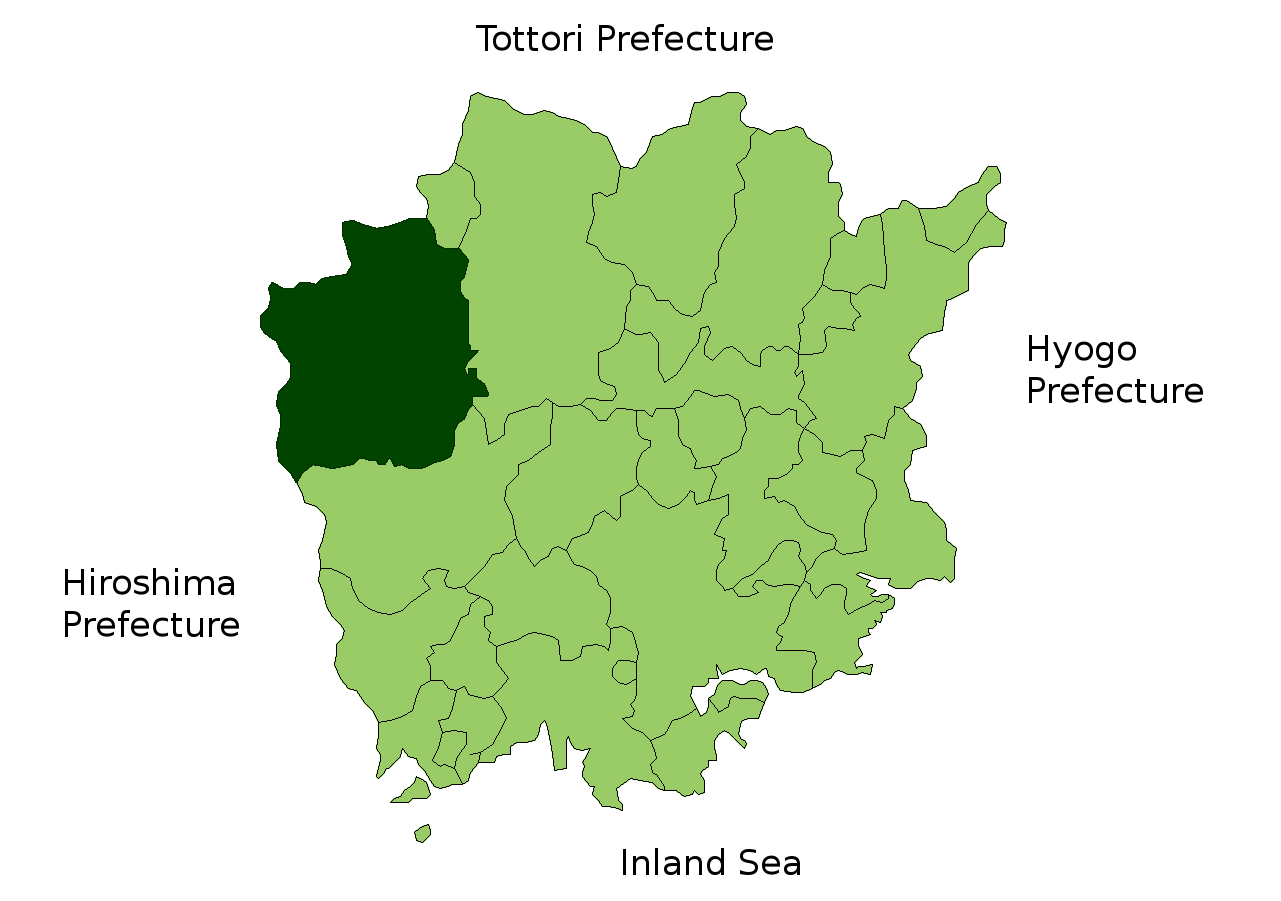
Местоположение домена Ниими в префектуре Окаяма

Княжество Ниими (яп. 新見藩 Ниими-хан) — феодальное княжество (хан) в Японии периода Эдо (1697—1871). Ниими-хан располагался в провинции Биттю (современная префектура Окаяма) на острове Хонсю.

## История
Административный центр хана: Ниими jin’ya в првоинции Биттю (современный город Ниими в префектуре Окаяма). Княжество управлялось самурайским родом Сэки.
В июле 1871 года после административно-политической реформы Ниими-хан был ликвидирован. На территории бывшего княжества первоначально была создана префектура Ниими, которая позже стала частью префектуры Окаяма.

## Список даймё
- Род Сэки, 1697—1871 (тодзама; 18,000 коку)
- Сэки Нагахару (関長治; 1657—1738), 1-й даймё Ниими-хана (1697—1725), сын Мори Нагацугу (1610—1698), 2-го даймё Цуяма-хана (1634—1674), приёмный сын Сэки Нагамасы (1612—1698), 1-го даймё Миягава-хана
- Сэки Нагахиро (関長広; 1694—1732), 2-й даймё Ниими-хана (1725—1732), приёмный сын предыдущего
- Сэки Масатоми (関政富; 1723—1760), 3-й даймё Ниими-хана (1732—1760), старший сын предыдущего
- Сэки Масатоки (関政辰; 1757—1774), 4-й даймё Ниими-хана (1760—1774), второй сын предыдущего
- Сэки Наганобу (関長誠; 1745—1810), 5-й даймё Ниими-хана (1774—1795), сын Сэки Масатоми, сводный брат предыдущего
- Сэки Нагатеру (関長輝; 1777—1826), 6-й даймё Ниими-хана (1795—1819), старший сын предыдущего
- Сэки Сигеакира (関成煥; 1798—1855), 7-й даймё Ниими-хана (1819—1841), старший сын предыдущего
- Сэки Нагамити (関長道; 1815—1858), 8-й даймё Ниими-хана (1841—1858), приёмный сын предыдущего
- Сэки Нагакацу (関長克; 1840—1877), последний (9-й) даймё Ниими-хана (1858—1871), приёмный сын предыдущего.